# Dendrobium molle
Dendrobium molle är en orkidéart som beskrevs av Johannes Jacobus Smith. Dendrobium molle ingår i släktet Dendrobium, och familjen orkidéer. Inga underarter finns listade i Catalogue of Life.